# Nikolaus V. (Papst)

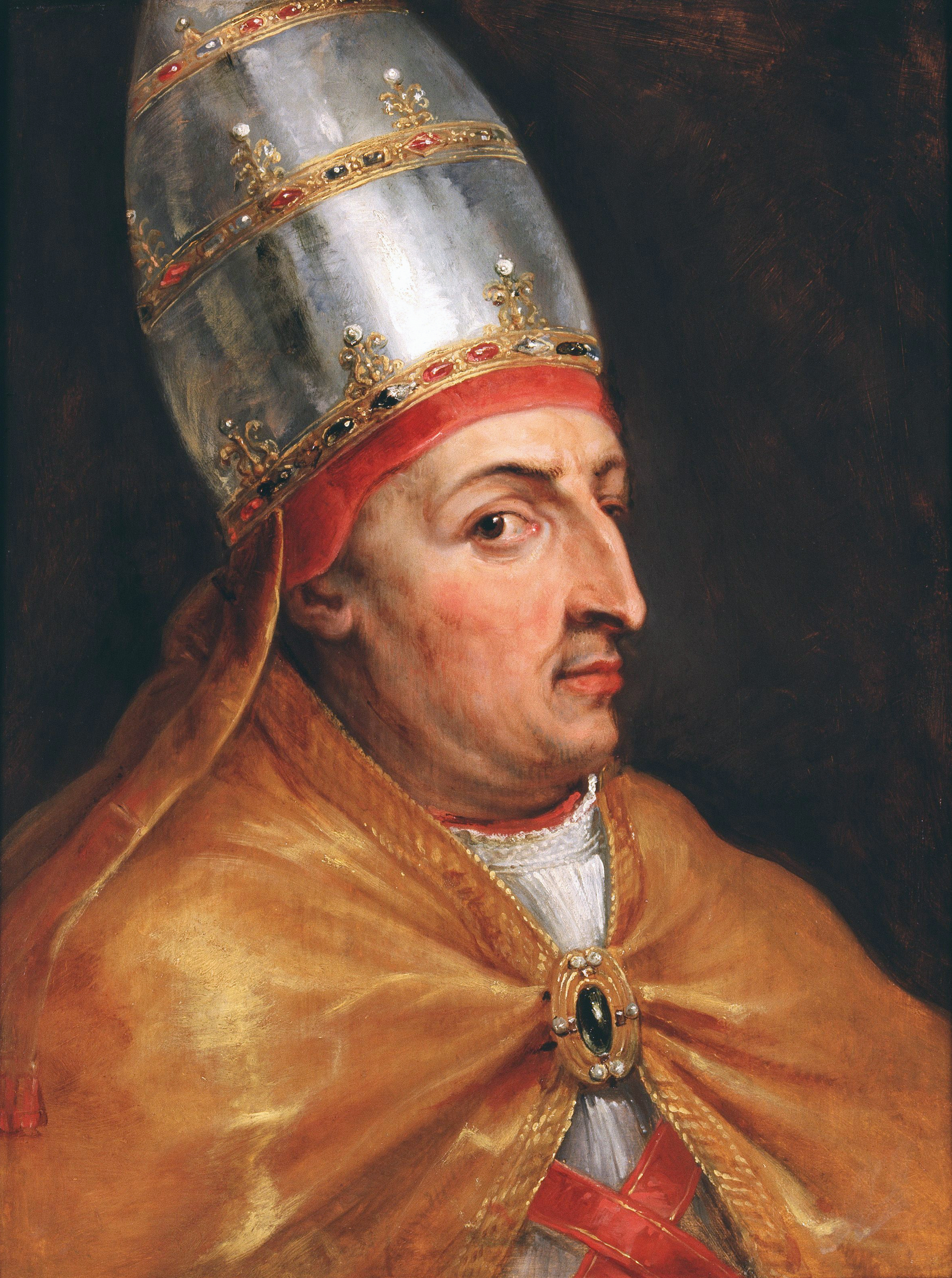
Papst Nikolaus V. (von Peter Paul Rubens)

Wappen von Papst Nikolaus V., moderne Nachzeichnung

Nikolaus V., ursprünglich Tommaso Parentucelli (* 15. November 1397 in Sarzana, Ligurien; † 24. März 1455 in Rom), war von 1447 bis 1455 Papst der römisch-katholischen Kirche.

## Leben

### Vor dem Pontifikat
Nikolaus V., Sohn eines Arztes, war der erste Bürgerliche auf dem Papstthron seit Coelestin V. und auch der erste Humanist unter den Päpsten. Er war vor seinem Pontifikat ab 1443 Vizekämmerer, ab 1444 Erzbischof von Bologna und ab 1446 Kardinal der Titelkirche Santa Susanna. 

### Pontifikat
Nach nur zweitägigem Konklave von 18 Kardinälen wurde er am 6. März 1447 in der Santa Maria sopra Minerva in Rom zum Papst gewählt und am 19. März inthronisiert.
Ein erster Erfolg war die endgültige Überwindung des Schismas durch die Resignation des vom Basler Konzil eingesetzten Gegenpapstes Felix V. (1449). Der große Erfolg des Heiligen Jahres 1450 und die Kaiserkrönung von Friedrich III. im Jahr 1452 bezeugen das gestiegene internationale Ansehen des Papsttums. Gleichzeitig steht Nikolaus V. für das Ende der konziliaren Bewegung, deren Ideen er ebenso ablehnte wie seine Vorgänger und Nachfolger.
Durch die päpstliche Bulle Dum diversas erteilte Papst Nikolaus V. am 18. Juni 1452 König Alfons V. von Portugal die Erlaubnis, „die Länder der Ungläubigen zu erobern, ihre Bewohner zu vertreiben, zu unterjochen und in die ewige Knechtschaft zu zwingen“. Damit wurde der einsetzende Kolonialismus institutionell legitimiert. Die autokratische Amtsauffassung des Papstes bei der Regierung des Kirchenstaates stieß in Rom auf Widerstand, der 1453 in einem gescheiterten Aufstand gipfelte. Hinzu kam die Eroberung von Konstantinopel durch die Osmanen im selben Jahr, die dem Papsttum drastisch vor Augen führte, dass die Einigung der europäischen Fürsten gegen das Osmanische Reich misslungen war.
Mit der Bulle Romanus Pontifex (8. Januar 1455) übertrug Papst Nikolaus V. dem portugiesischen König Alfons V., dessen Onkel Heinrich dem Seefahrer bzw. dem portugiesischen Orden der Christusritter, dem Heinrich als weltlicher Administrator vorstand, sowie ihren Nachfolgern die Verwaltung der Länder, Häfen, Inseln und Meere Afrikas – genauer: die Eigentumsrechte für die Gebiete von Kap Bojador bis zur Südspitze Afrikas, obwohl die Ausdehnung der Gebiete noch unbekannt war. Damit verbunden war das Patronat über die Kirchen, das Handelsmonopol (außer dem Handel mit Kriegsmaterial), das ausschließliche Recht der Schifffahrt in diesen Gewässern und das Recht, Nicht-Christen in die Sklaverei zu führen. Er hat in zwei Bullen in den Jahren 1452 und 1454 die Sklaverei ausdrücklich erlaubt. 1451 erlaubte er der päpstlichen Inquisition, männliche Sodomie zu verfolgen.
Im Heiligen Jahr 1450 pflegte er den Pilgern an jedem Sonnabend die Köpfe von Petrus und Paulus in der Lateranbasilika und an jedem Sonntag das Schweißtuch der Veronika in St. Peter zu zeigen und er führte die Erteilung des Apostolischen Segens auf dem (alten) Petersplatz an Sonn- und Feiertagen ein, wie es heute noch üblich ist. Papst Nikolaus V. starb am 24. März 1455; er wurde im äußeren südlichen Seitenschiff der alten konstantinischen Basilika, der Vorgängerin des Petersdomes, in Rom beigesetzt.
Als Bauherr, Kunstmäzen und Förderer der humanistischen Bewegung leistete Nikolaus V. Außerordentliches. Er gilt als erster humanistisch gebildeter Papst und war Gründer der Vatikanischen Bibliothek. Der Humanist Giannozzo Manetti überliefert in seiner 1455 abgeschlossenen Biographie des Papstes eine Ansprache an die Kardinäle auf dem Sterbebett, in der die Gründe dieser energischen Förderung von Wissenschaften und Künsten dargelegt werden. Die Autorität der römischen Kirche könne nur durch das Studium ihres Ursprungs und Wachstums, also durch geistige Anstrengung, ganz erkannt werden. Für den schwachen Glauben der ungebildeten Mehrheit sei es aber zusätzlich nötig, durch Prachtentfaltung und Demonstration von Stärke äußere Zeichen der kirchlichen Amtsgewalt zu setzen.
Manetti schildert in seiner Biographie Nikolaus’ V. ein umfangreiches Programm zur Erneuerung Roms: Restaurierung aller 40 Stationskirchen, durchgreifende Neugestaltung des Vatikans und seiner Umgebung sowie Ausbau der Befestigungsanlagen. Fraglos gelang es Nikolaus V. in seinem kurzen Pontifikat nicht, dieses umfassende Projekt vollkommen zu verwirklichen. Doch übertraf er seine Vorgänger als Bauherr bei weitem. So baute er am Vatikan einen großen neuen Flügel des päpstlichen Palastes und begann mit der Erweiterung der frühchristlichen Basilika, der alten konstantinischen Peterskirche. Nikolaus V. sorgte nicht nur für die Kirchen und Paläste von Rom, sondern auch für den Ausbau von Straßen, Brücken, Wasserleitungen, Brunnen sowie Verteidigungsanlagen. Unter den Malern schätzte Nikolaus V. besonders Fra Angelico, den er nach dem Tod seines Vorgängers, Papst Eugens IV., ohne Unterbrechung weiterbeschäftigte. Der Maler schuf für Nikolaus V. u. a. die berühmten Fresken der Cappella Niccolina im Vatikanischen Palast.